# Mariene ecoregio Tuamotu
De Mariene ecoregio Tuamotu (158) (Engels: Tuamotus marine ecoregion) is een biogeografische regio en ligt in het centrale deel van de Grote Oceaan in de Mariene provincie Zuidoost-Polynesië (40) in het Marien rijk Oostelijke Indo-Pacific. De mariene ecoregio is vastgesteld door het World Wide Fund for Nature en The Nature Conservancy en is vernoemd naar Tuamotu.
In het zuidoosten grenst het gebied aan de mariene ecoregio Rapa-Pitcairn (159), in het zuidwesten aan de mariene ecoregio Zuidelijke Cookeilanden/Australeilanden (160) en de mariene ecoregio Genootschapseilanden (161) en in het noordwesten aan de mariene ecoregio Phoenix/Tokelau/Noordelijke Cookeilanden (156) en de mariene ecoregio Line Islands (155).

## Geografie
De mariene ecoregio ligt in het centrale deel van de Grote Oceaan rond de Tuamotuarchipel in Frans-Polynesië, evenals de Zuidelijke Line-eilanden en de Gambiereilanden. Het gebied strekt zich uit van de wateren rond de eilanden Vostok, Caroline-atol en Flint van de Line-eilanden in het noordwesten tot aan Mangareva van de Gambiereilanden in het zuidoosten.
Door het gebied stroomt de Pacifische Zuidequatoriale stroom.

## Biogeografie
Het gebied kent zeeleven dat houdt van tropische temperaturen.